# کومبت (اورتاکوی)
کومبت (به ترکی استانبولی: Kümbet) یک منطقهٔ مسکونی در ترکیه است که در اورتاکوی (آق‌سرای) واقع شده‌است.